# Microphasmoides vitji
Microphasmoides vitji is een vlokreeftensoort uit de familie van de Microphasmidae. De wetenschappelijke naam van de soort is voor het eerst geldig gepubliceerd in 1960 door M. Vinogradov.